# Campionato italiano a squadre di calcio da tavolo 2009
Il Campionato italiano a squadre di calcio da tavolo del 2009 si è svolto ad Ascoli, il girone di ritorno, e a Fiumicino, il girone di ritorno.

## Risultati

### Classifica Finale 2009
|  | Classifica Finale 2008/09 | P  |
|  | ------------------------- | -- |
|  | F.lli Bari Sporting Club  | 43 |
|  | Black & Blue Pisa         | 42 |
|  | Bologna Tigers            | 41 |
|  | ACS Perugia               | 29 |
|  | Stella Artois Milano      | 25 |
|  | Eagles Napoli             | 23 |
|  | CCT Roma                  | 20 |
|  | Black Rosa                | 17 |
|  | Dinamis Falconara         | 15 |
|  | Ascoli                    | 1  |

## Formazione della Squadra Campione D'Italia
| Bari Saverio    |
| Lamberti Marco  |
| Cremona Massimo |
| Monica Giacomo  |
| Flores Carlos   |
| --------------- |